# Savate
O savate ou boxe francês é uma arte marcial e desporto de combate, desenvolvido na França na qual os pés e as mãos são utilizados para percutir os adversários e combina elementos de boxe com técnicas de pontapé. Não são permitidos golpes com a canela ou joelhadas, apenas pontapés, mas pode-se golpear em todas as partes do corpo, além de se lutar usando sapatos especiais. A competição de Savate dá foco especial aos chutes. Um praticante de savate é chamado savateur e uma praticante de savate é chamada savateuse.

## Origem

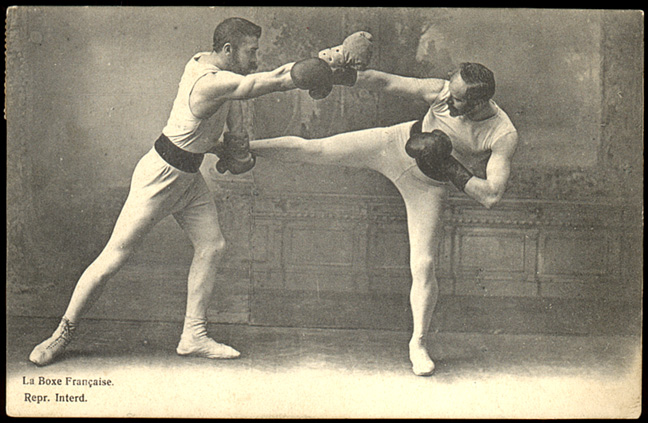
Dois savateurs em 1900.

O savate foi desenvolvido por marinheiros franceses por volta da época das colonizações no século XVIII (por volta de 1790). Pelo fato do savate ter sido desenvolvido em alto mar, é uma arte marcial que preza muito o equilíbrio. Começou por ser um tipo de luta de rua e era muito frequente encontrar combates em Paris e no norte da França. No sul, especialmente no porto de Marselha, os marinheiros também desenvolveram um estilo de luta que envolvia pontapés altos e estaladas com a mão aberta, o que contribuiu para o desenvolvimento da modalidade. No início o savate era semelhante à Capoeira, onde as mãos eram usadas preferencialmente para a defesa ou abertas para desferir tapas, os ataques eram desferidos com os pés e a cabeça. Posteriormente foram eliminados os tapas e as cabeçadas e acrescentados os socos do boxe inglês para criar o savate moderno.
O savate era a arte marcial oficial das forças armadas da França durante a maior parte do século XIX e o início do século XX. A arte marcial francesa savate praticamente quase foi extinta durante a Primeira Guerra Mundial, já que a grande maioria dos melhores mestres e praticantes do Savate morreram durante o conflito.
Foi um esporte olímpico nos Jogos Olímpicos de 1924 como um esporte de demonstração.
Savate foi posteriormente codificado sob um Comitê Nacional de Boxe francês sob o aluno de Charles Charlemont, Conde Pierre Baruzy (dit Barozzi). O Conde Baruzy é visto como o pai do savate moderno e foi 11 vezes campeão da França, em 1965 tornou-se o presidente fundador da federação que mais tarde mudou Savate (FFBFS).

### Influência em outras artes marciais
Apesar de ter perdido a popularidade na França, o Savate se provou popular com outras artes marciais. Muitas das figuras fundadoras do Karate e Taekwondo tiveram contato com o Savate e o incluíram suas técnicas no repertórios de suas artes marciais. Particularmente, muitos chutes altos foram adaptados, como o Mawashi geri (Chute circular). Bruce Lee estudou Savate e incluiu seus movimentos como parte de seu Jeet Kune Do. As artes marciais mistas (MMA) também tiveram influência de forma semelhante, no UFC 1 o campeão mundial de Savate Gerard Gordeau participou, chegando à final onde perdeu para Royce Gracie, e depois migrou para o corner e treinando muitos futuros lutadores de MMA holandeses. Outros savateurs que já competiram no MMA incluem o campeão meio-pesado do Bellator Christian M'Pumbu, Karl Amoussou e Cheick Kongo.

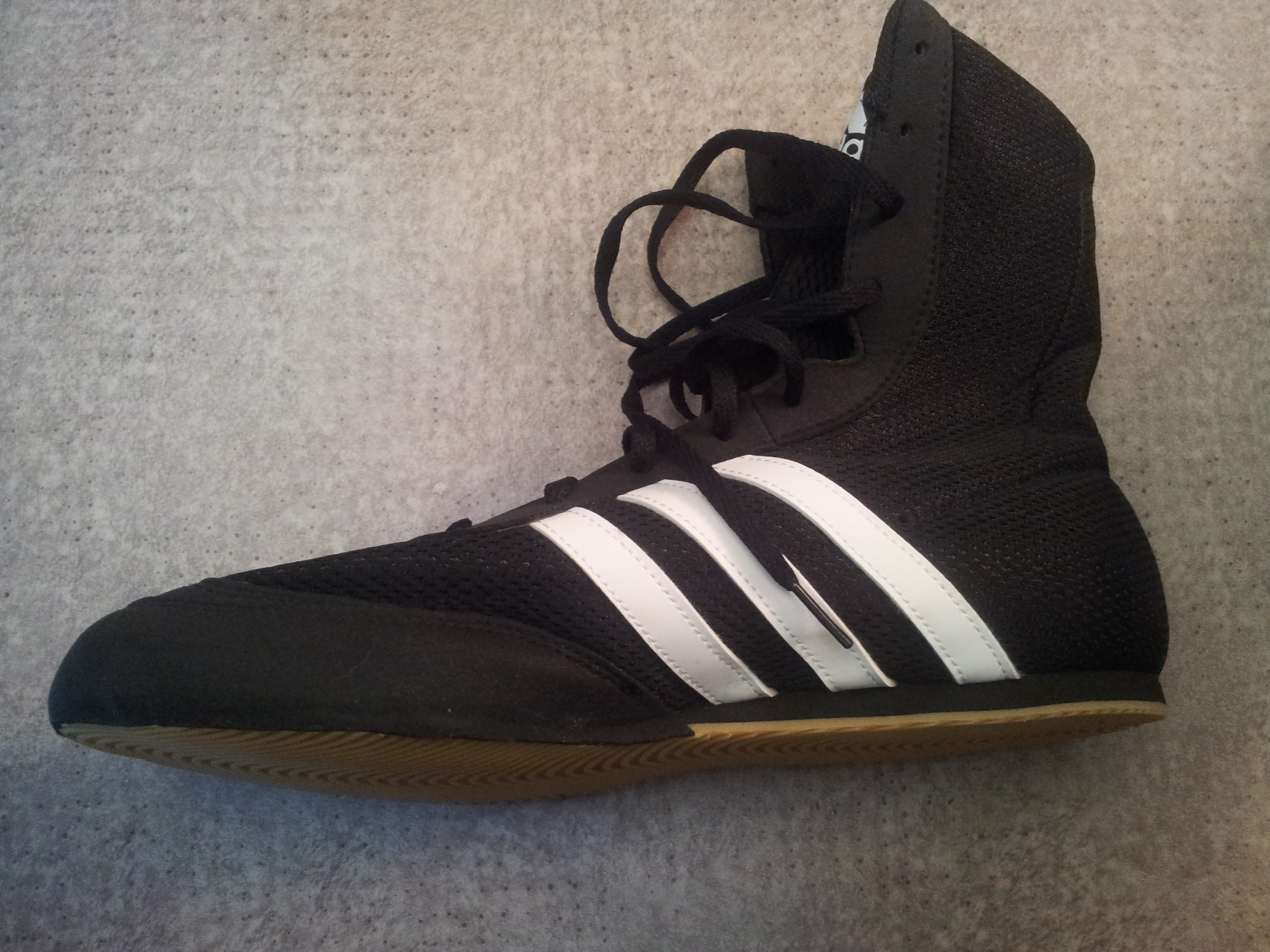
Botas de Savate

## Acessórios
Savate é talvez o único estilo de kickboxing em que os lutadores utilizam normalmente sapatos. Para a prática do savate são usadas luvas de boxe, sapatos específicos e uma indumentária denominada de integral.

## Graduação
A graduação visualiza-se através de um emblema circular, com a imagem de uma luva, que se coloca no lado esquerdo do integral. A graduação é hierarquizada por cores: azul, verde, vermelho, branco, amarelo e prata. Existe igualmente a luva de ouro, atribuída como título honorífico.

## Técnicas
As técnicas do savate são distintas das de outros estilos de luta como o kickboxing ou o karaté. Apenas pontapés são permitidos, ao contrário de artes maciais como o muay thai, que permitem a utilização dos joelhos ou das canelas.

## Competições
Como desporto de combate, as competições são disputadas nacionalmente e internacionalmente. No plano internacional existe o Campeonato Europeu de Boxe Francês Savate, o Campeonato do Mundo de Boxe Francês Savate, nas variantes técnicas assalto, combate 2ª série e combate de 1ª série. Esta competição realiza-se na variante feminina e masculina. A competição é também assegurada na vertente nacional, em mais de uma dezena de países, e em competições regionais de que é exemplo o Torneio do Mediterrâneo. A entidade que supervisiona e regulamenta esta modalidade denomina-se Federação Internacional de Savate (FIS).

## No Brasil
A história do Savate no Brasil começou, aparentemente, na década de 1850. Pelo menos, de 1855 a 1872, ocorreram, pelos teatros do Rio e Niterói, desafios e exibições de Savate e/ou Chausson apresentadas por especialistas franceses como Charles Dengremont, Bernardo Umberto de Bidegorry, Duffaud, Levy Samuel, e Pierre Alphonse, além de marinheiros de navios franceses. Durante uma dessas exibições, no dia 21 de dezembro de 1856, Duffaud e Hyppolite deram aulas particulares de Chausson no Circo Olympico da "Guarda Velha".

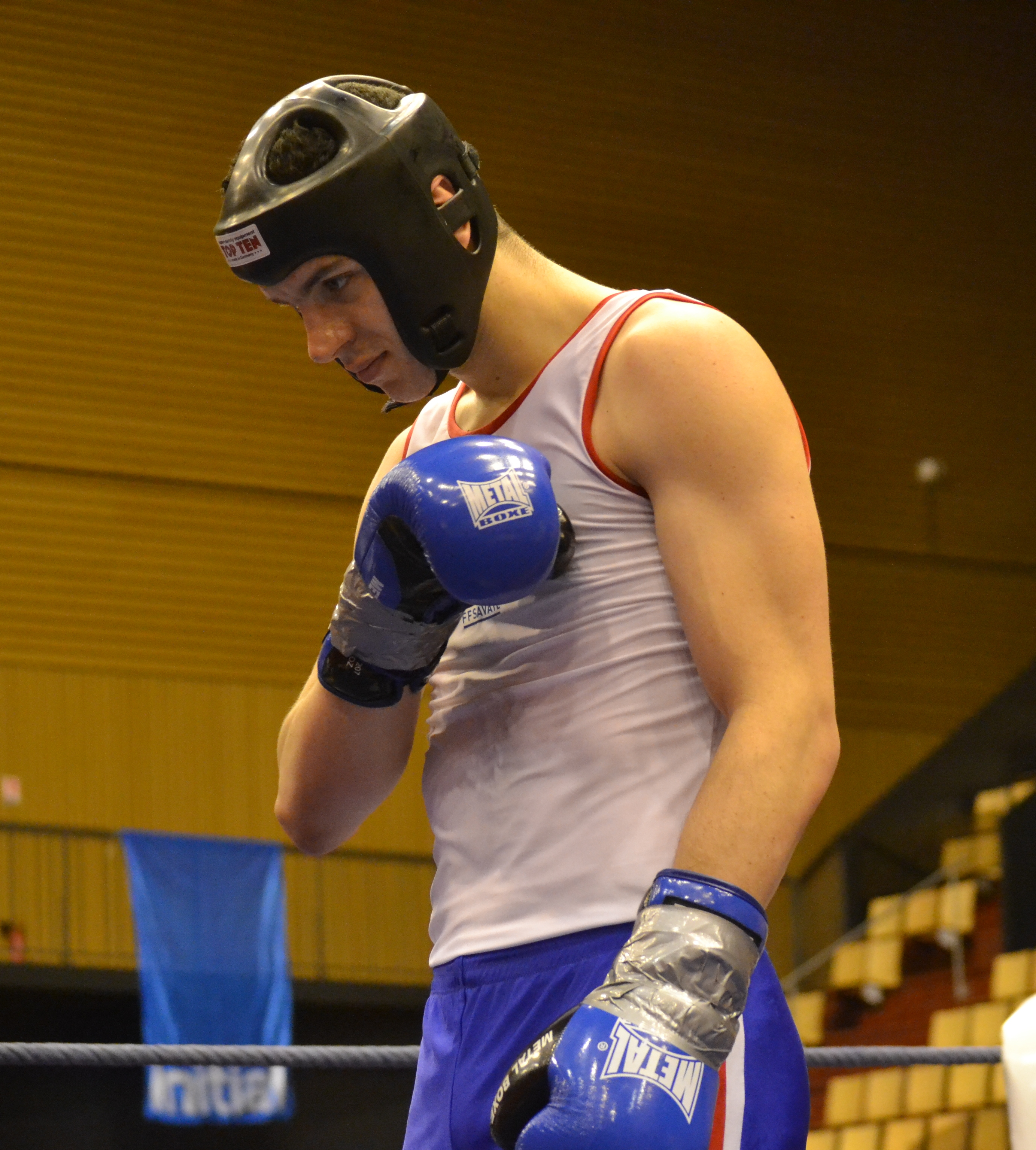
Saudação tradicional de Savate.

A primeira academia de Savate no Brasil surgiu com a chegada do professor português de educação física Paulo Lauret. Filho de pai francês, Lauret desembarcou no Rio de Janeiro em junho de 1896. No início do mês seguinte, o português já estava ensinando esgrima com sabre, florete, bengala e boxe francês na praça da Aclamação (ou praça da República), nº 17. No dia 27 de agosto de 1896, Lauret inaugurou o Ginásio Lauret e Sala de Armas, no largo de São Francisco de Paula, nº1, onde continuou ensinando esgrima. Em julho de 1898, o ginásio foi instalado na rua da Assembleia, nº 114, com lições de esgrima e boxe francês.

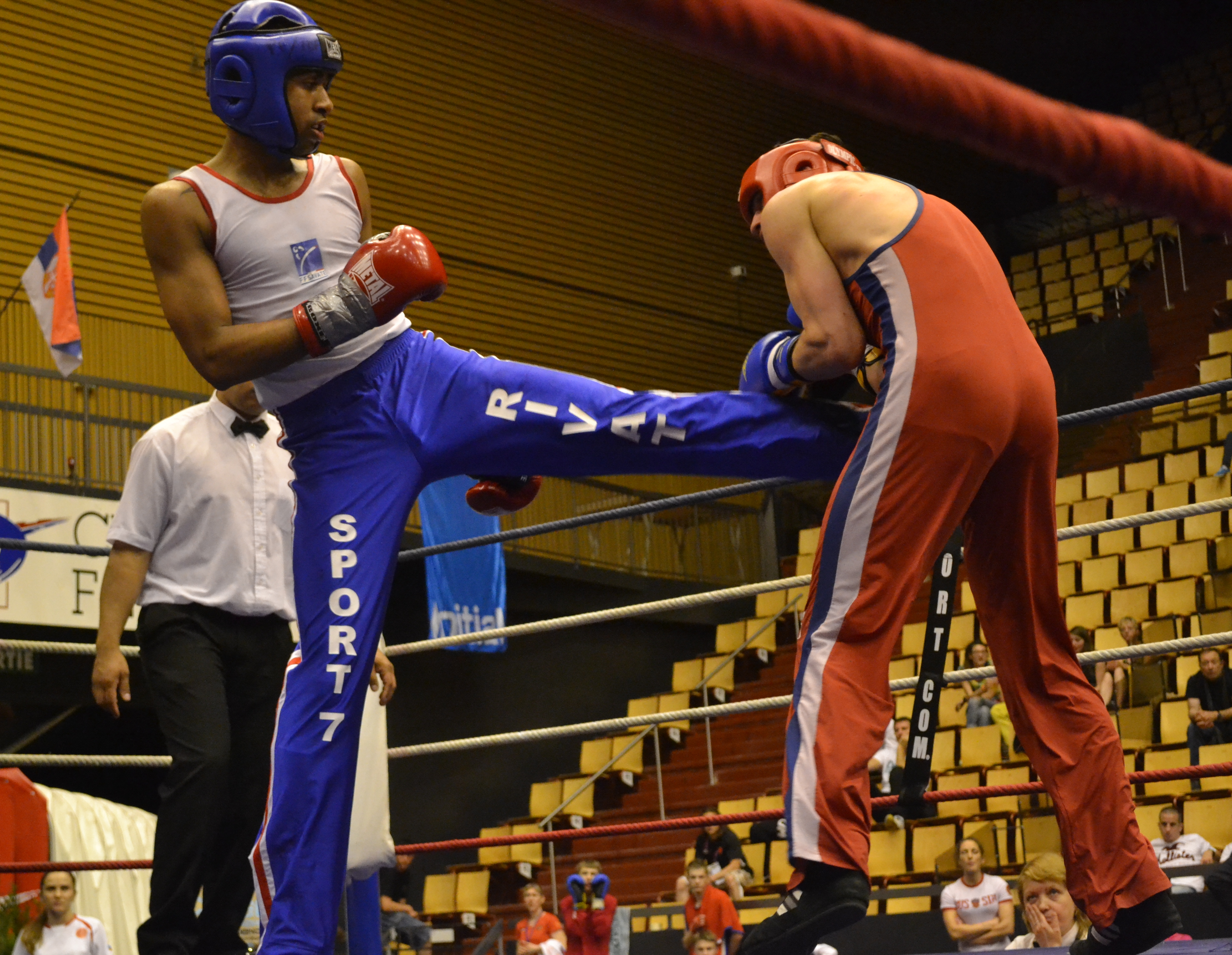
Luta de Savate

Anos depois, o governo paulista de Jorge Tibiriçá contratou, junto à França, uma Missão com o objetivo de treinar a Força Pública de São Paulo. Esta missão, comandada pelo coronel francês Paul Balagny, chegou ao município em 1906. Dentre os vários treinamentos trazidos veio o Boxe Savate, juntamente com o bailado Joinville Le Pont, como forma de condicionamentos dos militares da Força Pública, fazendo parte curricular da Escola de Educação Física da Força Pública (atual Polícia Militar do Estado de São Paulo) desde sua fundação em 1910. A Missão permaneceu em São Paulo até 1914, quando os oficiais franceses retornaram à França para se juntar aos companheiros na 1ª Guerra Mundial.
Rene Des Forest chegou ao Brasil em 1946, após servir nas forças francesas livres, comandadas pelo General Charles de Gaulle. No ano de 1984, seu filho, Richard Des Forest se formou em educação física pela UGF, ampliando os horizontes do esporte no Brasil. Após alguns anos acumulando experiências internacionais teóricas e práticas na arte do Savate, o mestre Richard recebeu das mãos do senhor Richard Sylla, em Vichy,na França, o diploma de gant d'argent (luva de prata) e professor. Com este título Richard se tornou o primeiro sul-americano formado em Savate na França. No ano de 1992, a equipe francesa veio ao Brasil para um estágio internacional, que aconteceu no Iate Clube Jardim Guanabara, no Rio de Janeiro. Um ano depois, em 1993, a primeira delegação brasileira foi a Paris, para treinar nos clubes de Savate franceses e assistir as finais do Elite da França, de frente para o ringue. Em 2000, foi enviada à França a primeira equipe de um país sul americano coordenada pelo mestre Richard para um campeonato mundial de Savate. A equipe obteve o sétimo lugar na classificação geral, ficando à frente de grandes potências no esporte como Rússia, EUA, Canadá, e fazendo um finalista, Eric Lobão, único sul americano a ter chegado a uma final de um Campeonato mundial da modalidade, até os dias atuais.
Atualmente, o mestre Richard encontra-se envolvido com a divulgação do Savate nas diversas áreas de abrangência desse esporte (Savate de rua, Savate combate e Savate estilo) e introduzindo essa arte ao mundo do MMA. Eric Lobão, vice campeão do mundo em 2000, foi o Presidente da Federação Brasileira de Savate (FBSav), que rege o esporte no país, até 2024, quando Fábio Giusti assumiu. 